# Joseph Sturge

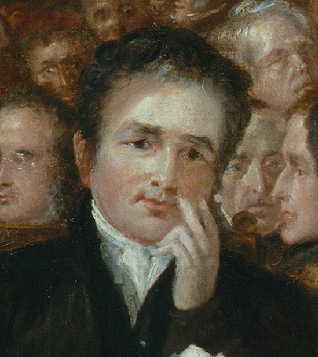
Sturge nel dipinto The Anti-Slavery Society Convention, 1840 di Benjamin Robert Haydon. Da sinistra a destra: Il viceammiraglio Constantine Richard Moorsom, Sturge, John Keep (delegato americano), Joseph Eaton. In alto a sinistra G.K.Prince e in alto a destra James Dean (un altro americano)

Joseph Sturge (Gloucestershire (Elberton), 2 agosto 1793 – Edgbaston, 14 maggio 1859) è stato un politico, attivista e abolizionista britannico. Fondò la British and Foreign Anti-Slavery Society (ora Anti-Slavery International). Ha lavorato per tutta la vita in azioni politiche radicali a sostegno del pacifismo, dei diritti della classe operaia e dell'emancipazione universale degli schiavi. Alla fine degli anni 1830, pubblicò due libri sul sistema di apprendistato in Giamaica, che contribuirono a convincere il parlamento britannico ad adottare una data di emancipazione completa anticipata. In Giamaica contribuì anche a fondare Free Villages con i battisti, per fornire alloggi per gli schiavi liberati; uno di questi fu chiamato Sturge Town in sua memoria.

## Biografia

### Primi anni di vita
Nato il 2 agosto 1793, Joseph Sturge era il quarto figlio della famiglia di 12 figli di Joseph Sturge, agricoltore di Elberton, nel Gloucestershire, e di sua moglie Mary Marshall, appartenente alla Società Religiosa degli Amici (comunemente nota come Quaccheri). Tra i suoi fratelli c'erano John Sturge, che divenne industriale a Birmingham, e Edmund Sturge. L'abolizionista e pacifista Sophia Sturge (1795-1845) era sua sorella, mentre Charles Gilpin era suo nipote.
Dopo un anno di scuola a Thornbury, Sturge frequentò per tre anni la scuola quacchera di Sidcot. In seguito si dedicò all'agricoltura con il padre e per conto proprio. Di idee pacifiste, nel 1813 rifiutò di prestare servizio nell'esercito.
Non riuscendo inizialmente a guadagnarsi da vivere come fattore di mais, a Bewdley dal 1814, Sturge si trasferì a Birmingham nel 1822. Lì divenne importatore di grano. Con successo, insieme al fratello Charles, costruì un'azienda. La famiglia Sturge divenne investitrice in ferrovie e porti. Dal 1831 Joseph smise di essere un socio attivo, lasciando le operazioni a Charles, e si concentrò sulle cause e sulla vita pubblica. Come abolizionista, nel 1831 si alleò con George Stephen nel fare pressione sul Parlamento per una legislazione immediata contro la schiavitù. Il Reform Act 1832, a suo avviso, non affrontava il problema della povertà, e si adoperò per una radicale riforma elettorale.
Sturge fu nominato assessore nel 1835. Si oppose alla costruzione della Town Hall di Birmingham, da utilizzare per gli spettacoli, a causa di un'obiezione di coscienza degli oratori religiosi. Si interessò all'isola di Giamaica e alle condizioni dei suoi lavoratori schiavizzati. La visitò più volte e fu testimone in prima persona degli orrori della schiavitù, nonché degli abusi di un sistema di apprendistato che prevedeva il controllo del lavoro di tutti gli ex schiavi al di sopra dei sei anni per 12 anni. Lavorò per l'emancipazione e l'abolizione insieme agli afro-caraibici e ai Battisti inglesi.
Nel 1838, dopo l'autorizzazione alla piena liberazione, Sturge pose la prima pietra delle "Emancipation School Rooms" a Birmingham. Vi parteciparono i ministri battisti della United Baptist Sunday School e i ministri battisti della città. Nel 1839 il suo lavoro fu onorato da un monumento in marmo nella cappella di una missione battista a Falmouth, in Giamaica. Era dedicato ai “Figli emancipati dell'Africa”.

### Lotta contro l'apprendistato
Dopo l'emanazione della legge per l'abolizione della schiavitù nei domini britannici nel 1833, i piantatori proprietari di schiavi nelle Indie occidentali fecero pressioni per posticipare la libertà degli adulti di dodici anni in una forma di vincolo. I bambini schiavi di età inferiore ai sei anni furono emancipati dalla nuova legge il 1° agosto 1834, ma i bambini più grandi e gli adulti dovettero scontare un periodo di lavoro forzato o “apprendistato”. Sturge condusse una campagna contro questo meccanismo di dilazione. Fu sostenuto da William Allen, Lord Brougham e altri. In un discorso alla Camera dei Lord, Brougham riconobbe il ruolo centrale di Sturge nel suscitare l'opinione pubblica britannica contro la schiavitù.
Nel 1834 Sturge salpò per le Indie Occidentali per studiare l'apprendistato come definito dalla legge britannica di emancipazione del 1833. Egli intendeva aprirlo alla critica come tappa intermedia verso il raggiungimento dell'emancipazione. Viaggiò per le Indie occidentali e parlò direttamente con apprendisti, proprietari (piantatori) e altre persone direttamente coinvolte. Al suo ritorno in Gran Bretagna, pubblicò Narrative of Events since the First of August 1834. In essa citò un testimone afro-caraibico, che chiamò “James Williams” per proteggerlo dalle rappresaglie.
La dichiarazione originale fu firmata da due afro-caraibici liberi e da sei apprendisti e fu autenticata dal ministro battista inglese Thomas Price di Hackney, che scrisse l'introduzione. Dopo un altro viaggio e ulteriori studi, Sturge pubblicò The West Indies nel 1837. Entrambi i libri evidenziano la crudeltà e l'ingiustizia del sistema di apprendistato. Essi riportano i maltrattamenti subiti dagli apprendisti e il modo in cui il tapis roulant veniva usato nelle prigioni, e nel 1840 erano stati apportati dei cambiamenti.
Mentre si trovava in Giamaica, Sturge collaborò con le cappelle battiste per fondare i Free Villages, per creare case per gli schiavi liberati una volta ottenuta la piena emancipazione. Le comunità dovevano essere fuori dal controllo dei piantatori.
Acquistò due piantagioni sull'isola caraibica di Montserrat, Olveston ed Elberton per dimostrare che la schiavitù non era necessaria.
A seguito della campagna di Sturge, che rese pubblici i dettagli della brutalità dell'apprendistato per svergognare il governo britannico, scoppiò una grande polemica tra gli abolizionisti. Gli elementi più radicali furono contrapposti al governo. Sebbene entrambi avessero in mente gli stessi obiettivi, Sturge e i battisti, con il sostegno soprattutto dei non conformisti, guidarono con successo un movimento popolare per l'immediata e completa emancipazione. Di conseguenza, il governo britannico anticipò la data della piena emancipazione al 1º agosto 1838. Abolì il regime di apprendistato intermedio di 12 anni. Per molti non conformisti inglesi e per gli afro-caraibici, il 1º agosto 1838 fu riconosciuto come la vera data di abolizione della schiavitù nell'Impero britannico.

### Campagna internazionale contro la schiavitù
Nel 1837, desideroso di agire indipendentemente dal consenso della Società antischiavista, Sturge fondò il Comitato centrale per l'emancipazione dei negri. Più significativamente, nel 1839, un anno dopo l'abolizione nei domini britannici, Sturge guidò un piccolo gruppo che fondò la British and Foreign Anti-Slavery Society per porre fine alla schiavitù in tutto il mondo. Essa continua oggi con il nome di Anti-Slavery International.
La prima attività importante della Società fu l'organizzazione della World Anti-Slavery Convention. Si tenne presso la Freemasons' Hall di Londra il 12 giugno 1840. Altre si tennero nel 1843 (Bruxelles) e nel 1849 (Parigi). L'evento attirò delegati dall'Europa, dal Nord America, dal Sudafrica e dai Paesi caraibici, oltre che dai domini britannici di Australia e Irlanda. Vi parteciparono delegati afro-caraibici da Haiti e dalla Giamaica, che allora rappresentava la Gran Bretagna, donne attiviste dagli Stati Uniti e molti nonconformisti.
Nel 1841 Sturge si recò negli Stati Uniti con il poeta John Greenleaf Whittier per esaminare la questione della schiavitù. Al suo ritorno pubblicò A Visit to the United States in 1841 (1842). Durante la stessa visita, 22 maggio, vide William Jay, interessato a portare avanti il programma di pace, attraverso l'arbitrato internazionale.

### Il Congresso per la pace di Londra del 1843
Il Congresso per la pace del giugno 1843, tenutosi a Londra, fu il risultato della proposta fatta da Sturge alla Società americana per la pace nel 1841, con l'intento di propagare le idee di William Jay. Una riunione preliminare si tenne a Londra nel 1842 e si decise che il Congresso per la pace avrebbe dovuto seguire direttamente la seconda Convenzione antischiavista. Sturge finì per organizzarli entrambi, dopo la morte di Nun Morgan Harry (1800-1842). Il Congresso di pace si svolse dal 22 al 24 giugno 1843 e formalmente fu di competenza della London Peace Society.
La risoluzione del Congresso menzionava positivamente le idee di Jay, ma dava maggior peso a quelle di William Ladd, morto nel 1841, che proponeva istituzioni internazionali per mantenere la pace.

### Politica e cartismo

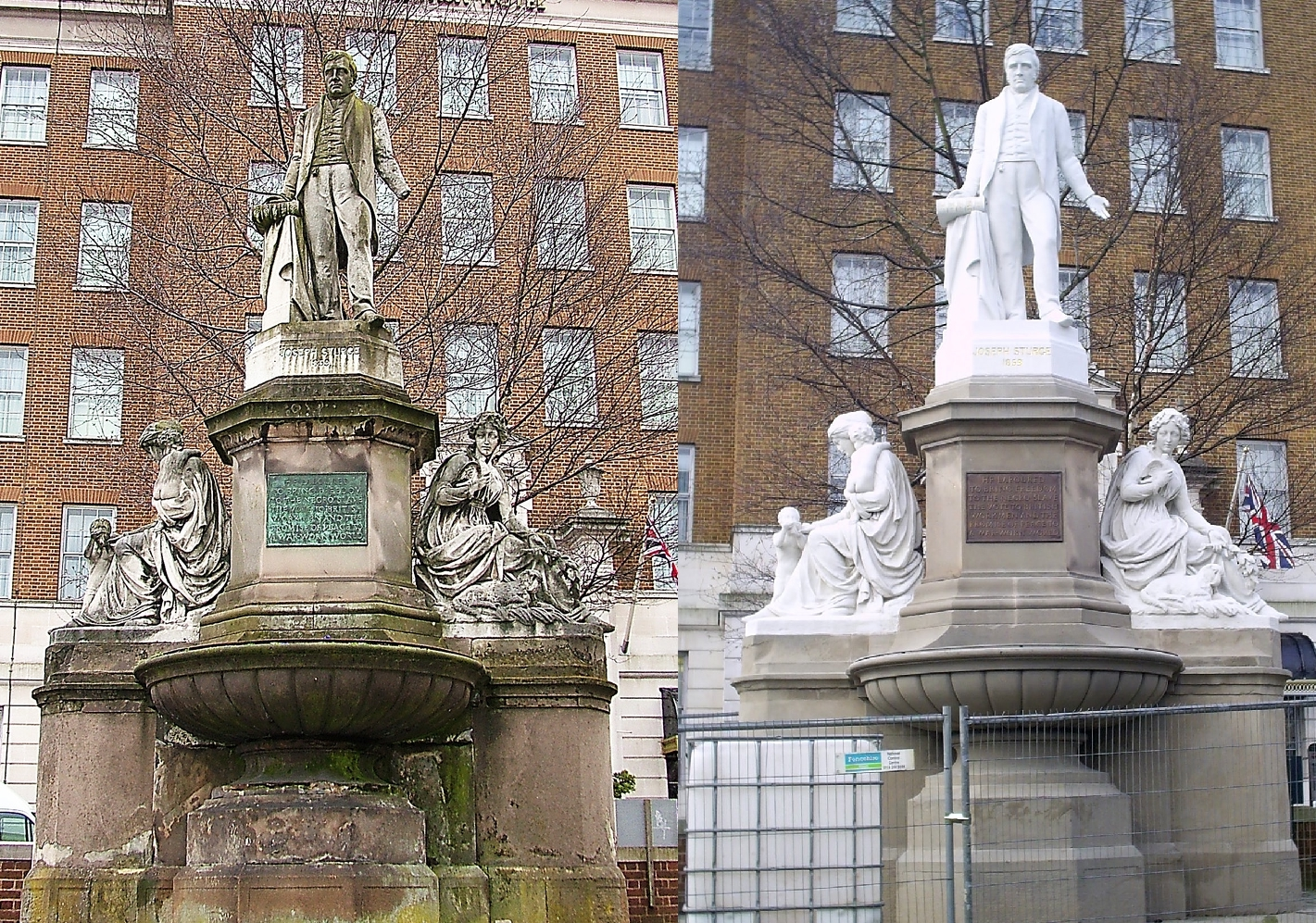
Il monumento a Sturge prima e dopo il restauro

Sturge criticò il ruolo di William Scholefield, sindaco di Birmingham, nella repressione di una riunione cartista nel Bull Ring, a Birmingham. Schofield era arrivato con 60 agenti della neonata Metropolitan Police il 4 luglio 1839. Dopo che Schofield ebbe letto il Riot Act, Sturge ritenne che la polizia fosse responsabile dell'escalation di violenza che portò ai Bull Ring Riots del 1838.
Oltre agli altri impegni, Sturge si unì alla Lega contro la legge sul grano all'inizio della sua esistenza. Nel 1842 iniziò una campagna per il “suffragio completo”, con il sostegno del pastore cristiano cartista Arthur George O'Neill di Birmingham. Il suo movimento si basava in modo deciso sulle classi medie. Egli prevedeva una piattaforma che potesse unire la Lega e il Movimento cartista. La Lega non avrebbe avuto nulla a che fare con esso. Sturge ottenne un certo sostegno da parte dei cartisti e dei nonconformisti, ma alla fine dell'anno i leader cartisti William Lovett e Feargus O'Connor si erano schierati contro di lui. O'Connor aveva sostenuto la Complete Suffrage Union di Sturge all'inizio dell'anno, prima che i conflitti industriali dei Plug Riots avessero indurito il suo atteggiamento e cominciasse a vedere il sostegno della classe media di Sturge come una minaccia alla sua posizione di leader.
A seguito di una disputa sulla rielaborazione della Carta del Popolo come progetto di legge, nel dicembre 1842, insieme al deputato William Sharman Crawford, Sturge abbandonò la conferenza congiunta dei delegati della CSU-Chartist a Birmingham. Crawford presentò il progetto di riforma a “un'Assemblea piccola e annoiata” nel maggio 1843. Il disegno di legge fu bocciato con 101 voti contrari e 32 favorevoli.

Negli anni 1842-7 Sturge si candidò tre volte al Parlamento, con il suo programma di “suffragio completo”, senza successo. Nell'agosto 1842 fu candidato al Parlamento per Nottingham, in un'elezione suppletiva. Fu sconfitto da John Walter, proprietario del The Times. A Nottingham visitò una scuola domenicale gestita da Samuel Fox. L'idea di insegnare non solo le Scritture, ma anche le abilità di base come la lettura e la scrittura, fu ripresa da Sturge, che aprì una scuola simile intorno al 1845. In quell'anno diede vita a un movimento di scuole per adulti, a Birmingham, e nel 1847 si attivò per diffondere le scuole domenicali (First-Day) tra i quaccheri.

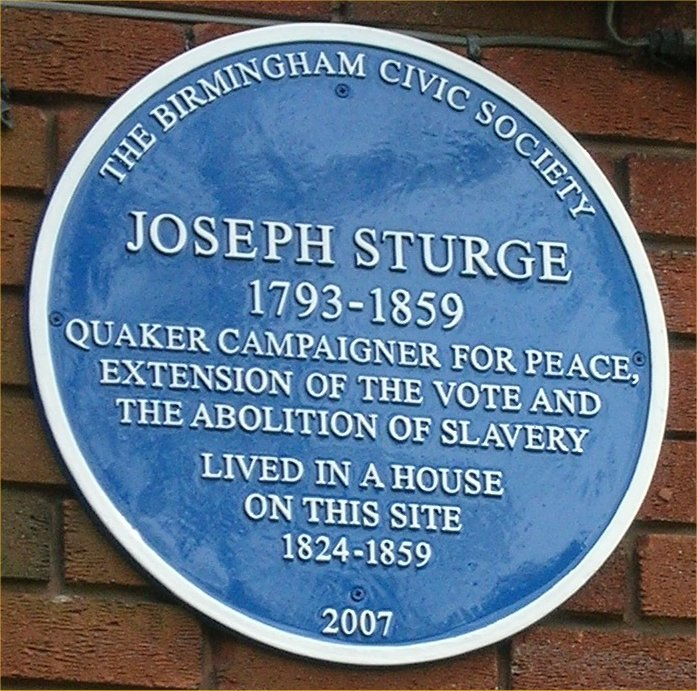
Targa blu su Wheeleys Road

### Vita successiva
Sturge si impegnò nella causa della pace e dell'arbitrato promossa da Henry Richard. Fu determinante per la fondazione del Morning Star nel 1855 come giornale attraverso il quale promuovere la Peace Society e le sue altre idee sociali.
Nel 1854 Sturge e altri due quaccheri, Robert Charleton e Henry Pease, si recarono a San Pietroburgo per incontrare lo Zar Nicola I, cercando di prevenire lo scoppio della Guerra di Crimea. Nel 1856 Sturge e Thomas Harvey visitarono il Granducato di Finlandia per indagare sui danni causati dalle cannoniere della Royal Navy e della Marina francese, negli attacchi durante la Guerra di Crimea. Durante questo viaggio Sturge acquistò il dipinto di Robert Wilhelm Ekman, Sunday Morning in a Farmhouse, che fu esposto alla mostra della Royal Academy of Arts nel 1858. Il dipinto fu riportato in Finlandia nel 1960.

### Vita privata
Sturge sposò dapprima, nel 1834, Eliza Cropper, sorella di John Cropper. Dopo la morte di quest'ultima, nel 1846 sposò Hannah Dickinson, figlia di Barnard Dickinson e di sua moglie Ann Darby, nipote di Abraham Darby III; ebbero cinque figli, uno dei quali fu l'attivista per la pace Sophia Sturge (1849-1936). Il collega quacchero Stephen Henry Hobhouse scrisse nel 1919 una biografia intitolata Joseph Sturge, his life and work. Joseph Sturge era cugino dell'armatore di balene, industriale e filantropo Thomas Sturge.

### Morte e memoriale
Sturge morì improvvisamente nella sua casa di Wheeley's Road, a Edgbaston, Birmingham, il 14 maggio 1859 per una malattia cardiaca. Fu sepolto nel cimitero della Friends Meeting House, a Birmingham, in Inghilterra. Piuttosto che un funerale pubblico in grande stile, la famiglia preferì un evento sobrio, in linea con le proprie convinzioni quacchere; ma il corteo funebre che partì dalla casa del defunto Sturge comprendeva quaranta carrozze di amici e familiari, guidate dal sindaco, Sir John Ratcliff.
Il Joseph Sturge Memorial, opera dello scultore John Thomas, fu inaugurato il 4 giugno 1862 a Five Ways, Birmingham. Il 24 marzo 2007, la città ha tenuto una cerimonia civica per riconsacrare formalmente la statua. Randal Brew, sindaco di Birmingham, ha inaugurato un pannello interpretativo che fornisce dettagli sulla vita di Sturge. Lo stesso giorno, è stata inaugurata una targa blu (marcatore storico) presso il sito della sua casa in Wheeleys Road, Edgbaston.